# Barium-142
Barium-142 of 142Ba is een radionuclide van barium, een aardalkalimetaal met een te groot neutronenoverschot.
Barium-142 ontstaat onder meer door kernsplijting en door radioactief verval van cesium-142 en cesium-143.

## Radioactief verval
Barium-142 vervalt door β−-verval naar de radio-isotoop lanthaan-142:
{\displaystyle {\ce {{^{142}_{56}Ba}->{^{142}_{57}La}+{e^{-}}+{\bar {\nu }}_{e}}}}
De halveringstijd bedraagt 10,6 minuten.
113Ba · 114Ba · 115Ba · 116Ba · 117Ba · 118Ba · 119Ba · 120Ba · 121Ba · 122Ba · 123Ba · 124Ba · 125Ba · 126Ba · 127Ba · 127mBa · 128Ba · 129Ba · 129mBa · 130Ba · 130mBa · 131Ba · 131mBa · 132Ba · 133Ba · 133mBa · 134Ba · 135Ba · 135mBa · 136Ba · 136mBa · 137Ba · 137m1Ba · 137m2Ba · 138Ba · 138mBa · 139Ba · 140Ba · 141Ba · 142Ba · 143Ba · 144Ba · 145Ba · 146Ba · 147Ba · 148Ba · 149Ba · 150Ba · 151Ba · 152Ba · 153Ba · 154Ba